# Крупінське
Крупінське (пол. Krupińskie) — село в Польщі, у гміні Садовне Венґровського повіту Мазовецького воєводства.
Населення — 79 осіб (2011).
У 1975-1998 роках село належало до Седлецького воєводства.

## Демографія
Демографічна структура станом на 31 березня 2011 року:
|          | Загалом | Допрацездатний вік | Працездатний вік | Постпрацездатний вік |
| -------- | ------- | ------------------ | ---------------- | -------------------- |
| Чоловіки | 39      | 9                  | 19               | 11                   |
| Жінки    | 40      | 5                  | 24               | 11                   |
| Разом    | 79      | 14                 | 43               | 22                   |